# Rohrbach (Saar)
Der Rohrbach ist ein knapp 18 km langer, rechter und nordöstlicher Zufluss der Saar, östlich von Saarbrücken, Saarland. Der Rohrbach wird, nachdem er St. Ingbert verlassen hat, auch Scheidter Bach genannt.

## Verlauf
Der Rohrbach entspringt an der Nordflanke des Kahlenbergs und durchfließt die St. Ingberter Senke. Seine Quelle liegt im St. Ingberter Stadtteil Rohrbach nördlich der Bundesautobahn 6 nahe dem ehemaligen Standort der Firma Heckel. Wenige Meter oberhalb der Quelle führt die Bahnstrecke Mannheim–Saarbrücken nahe dem Bahnhof Rohrbach vorbei; direkt oberhalb der Bahnstrecke liegt ein Regenrückhaltebecken, das durch einen Bahndammdurchlass in den Rohrbach entwässert.
Von dort fließt der Rohrbach anfangs nordostwärts durch den Stadtteil Rohrbach, wobei er die Bundesstraße 40 (Kaiserstraße) und danach den Festplatz der Ortschaft unterquert; fortan begleitet er die Bundesstraße und Bahnstrecke mal mehr und mal weniger entfernt. Im Dorf knickt er erst nach Norden und dann nach Nordwesten ab. Dann mündet nahe der ehemaligen Rohrbacher Mühle von rechts der Mutterbach ein, der das Wasser des Kleberbaches (vom Glashütter Weiher her) und des aus Richtung Spiesen-Elversberg kommenden Spieser Mühlenbachs bringt. Ab hier fließt der Rohrbach in westlicher Richtung durch ein flaches Tal, das teilweise landwirtschaftlich genutzt wird und in dem das Naturschutzgebiet Im Glashüttental/Rohrbachtal liegt. Darin mündet von rechts der meistens trocken gefallene Wombach aus dem Wombacher Weiher ein.
Hiernach durchfließt der Rohrbach großteils verrohrt und überbaut südwestwärts die Kernstadt von St. Ingbert. Er wird dort lokal auch Großbach genannt. In der Stadt fließen von links (südseitig) der Wollbach und von rechts (nordseitig) der Mäusbach, der Rischbach und der Gehnbach zu.
Nachdem der Bach Rentrisch (zu St. Ingbert) und Scheidt (Saarbrücken) durchflossen hat, nimmt er in Schafbrücke (Saarbrücken) von links (ostseitig) den Grumbach auf. Anschließend passiert er in Brebach (Saarbrücken) nach Verlassen der B 40 wie auch der Bahnstrecke Mannheim–Saarbrücken den rechtsseitigen (Westen) Halberg.
Nach Unterqueren der Bundesstraße 51 und der Bahnstrecke Saarbrücken–Saargemünd mündet der Rohrbach in Brebach zusammen mit dem Saarbach (Fechinger Bach) im Bereich der St. Arnualer Wiesen in die Saar.

## Naturschutzgebiet Im Glashüttental/Rohrbachtal
Im Rohrbachtal liegt zwischen Rohrbach und St. Ingbert das 48,71 ha große Naturschutzgebiet Im Glashüttental/Rohrbachtal (CDDA-Nr. 163866). Es wurde am 5. November 1990 ausgewiesen. Schutzzweck ist

„die Erhaltung, Förderung und Entwicklung eines naturnahen, reich strukturierten Auenabschnitts des Rohrbachs und des Kleberbachs mit den angrenzenden Talhängen. Die Lebensgemeinschaften der Feucht- und Nasswiesen, der Seggenriede, Hochstaudenfluren, Röhrichte, Weidengebüsche und Erlen-Bruchwälder bieten in ihrer engen Verzahnung untereinander einer Vielzahl von Pflanzen- und Tierarten, darunter mehreren seltenen und gefährdeten, einen geeigneten Lebensraum.“

## Geschichtliches und Renaturierung
Entlang des Rohrbachs gab es seit dem Mittelalter Mühlen und Sägewerke, ab der frühen Zeit bis Anfang des 20. Jahrhunderts auch Hammerwerke. Im Bereich des Wasserwerkes Rentrisch wurden in den letzten Jahren umfangreiche Maßnahmen für die Renaturierung vorgenommen, die dem Rohrbach teilweise sein natürliches Bett zurückgaben.
Die Rohrbacher Mühle, lange Zeit ein Abrissfall, wurde 2014 von Privatpersonen erworben und umfangreich saniert. Es entstanden Wohnungen und Büroräume.